# Giorgia Zannoni
Giorgia Zannoni (Chieri, 11 febbraio 1998) è una pallavolista italiana, libero della Roma Club.

## Carriera

### Club
La carriera di Giorgia Zannoni inizia nella stagione 2013-14 quando con l'Asti partecipa al campionato di Serie B1. Nella stagione 2014-15 entra a far parte del progetto federale del Club Italia, in Serie A2, dove muta il proprio ruolo da schiacciatrice a libero.
Nella stagione 2015-16 viene ingaggiata dall'AGIL di Novara, con cui milita nella Serie B1, per poi essere promossa in prima squadra, in Serie A1, nella stagione 2016-17, annata in cui vince anche lo scudetto, seguito dalla vittoria di una Supercoppa italiana, di due Coppe Italia e una Champions League.
Per la stagione 2019-20 si accorda con il Cuneo Granda, mentre in quella 2021-22 si accasa alla UYBA, sempre nella massima divisione italiana. Dopo tre annate con la formazione di Busto Arsizio, nel campionato 2024-25 indossa la casacca della Roma Club, ancora in Serie A1, aggiudicandosi la WEVZA Cup, dove è premiata come MVP, e la Challenge Cup.

### Nazionale
Fa parte delle nazionali giovanili italiane e con quella under 18 vince la medaglia d'oro al campionato mondiale 2015.

## Palmarès

### Club
- Campionato italiano: 1

2016-17
- Coppa Italia: 2

2017-18, 2018-19
- Supercoppa italiana: 1

2017
- Champions League: 1

2018-19
- Challenge Cup: 1

2024-25
- WEVZA Cup: 1

2024

### Nazionale (competizioni minori)
- Campionato mondiale under 18 2015

### Premi individuali
- 2016 - Campionato europeo under 19: Miglior libero
- 2024 - WEVZA Cup: MVP